# Felipe Salazar Villagrana
Felipe Salazar Villagrana (* 20. September 1940 in Amatlán de Cañas, Nayarit, Mexiko) ist ein mexikanischer Geistlicher und emeritierter römisch-katholischer Bischof von San Juan de los Lagos.

## Leben
Felipe Salazar Villagrana empfing am 21. Dezember 1968 das Sakrament der Priesterweihe für das Erzbistum Guadalajara.
Am 11. März 2008 ernannte ihn Papst Benedikt XVI. zum Bischof von San Juan de los Lagos. Der Erzbischof von Guadalajara, Juan Kardinal Sandoval Íñiguez, spendete ihm am 14. Mai desselben Jahres die Bischofsweihe; Mitkonsekratoren waren der Bischof von Zamora, Javier Navarro Rodríguez, und der Bischof von Aguascalientes, José María de la Torre Martín.
Papst Franziskus nahm am 2. April 2016 seinen altersbedingten Rücktritt an.